# Байтбридж
Байтбридж (англ. Beitbridge) - місто на півдні Зімбабве, на території провінції Південний Матабелеленд.

## Географія
Розташоване за 321 км на південний схід від Булавайо і за 584 км на північний захід від Хараре, на березі річки Лімпопо на кордоні з ПАР. Абсолютна висота - 467 метрів над рівнем моря .

## Населення
За даними на 2013 рік чисельність населення становить 38 945 осіб .
 Динаміка чисельності населення міста по роках: 
| 1992  | 2002  | 2013  |
| ----- | ----- | ----- |
| 11596 | 22387 | 38945 |

## Транспорт
Між Байтбриджем і південноафриканським містом Мусіна через річку Лімпопо побудований міст «Альфред Бейт», названий на честь британського південноафриканського підприємця Альфреда Бейта. Спочатку, міст на цьому місці був побудований ще в 1929 році. У 1995 році був побудований новий міст, що дозволив значно збільшити рух. Старий міст сьогодні використовується тільки як залізничний. На південноафриканській стороні відразу від кордону починається траса № 1, що з'єднує кордон країни з такими економічними центрами як Преторія (463 км) і Йоганнесбург (521 км).